# Szkwa
Die Szkwa (auch Skwa, im Oberlauf Rozoga, deutsche Bezeichnung Rosogga, jedoch zu unterscheiden von dem wenige Kilometer westlich verlaufenden Fluss Rozoga) ist ein rechter Zufluss des Narew in Polen. Sie entspringt oberhalb des Jezioro Świętajno (Szczytno) (Schwentainer Sees) – zu unterscheiden vom gleichnamigen Jezioro Świętajno (Olecko) – in Masuren, den sie durchfließt, verläuft als Rozoga in südsüdöstlicher Richtung, ändert nach ihrem Eintritt in die Woiwodschaft Masowien ihren Namen in Szkwa und fließt durch die Równina Kurpiowska (Kurpie) annähernd in südlicher Richtung weiter bis zu ihrer Mündung in den Narew nach einem Lauf von 103 km. In ihrem letzten Abschnitt bildet sie die Grenze zur Woiwodschaft Podlachien. Ihr Einzugsgebiet wird mit 482 km² angegeben. An der Szkwa liegen keine Städte.